# Osmolindsaea japonica
Osmolindsaea japonica är en ormbunkeart som först beskrevs av Bak., och fick sitt nu gällande namn av Lehtonen och Christenh. Osmolindsaea japonica ingår i släktet Osmolindsaea och familjen Lindsaeaceae. Inga underarter finns listade.